# جيمي كيم
جيمي كيم (بالإنجليزية: Jimmy Kim) هو لاعب تايكوندو أمريكي، ولد في 1967 في سيرريتوس في الولايات المتحدة.

## وصلات خارجية
- جيمي كيم على موقع TaekwondoData.com (الإنجليزية)
- جيمي كيم على موقع أوليمبيديا (الإنجليزية)